# インドの星 (宝石)

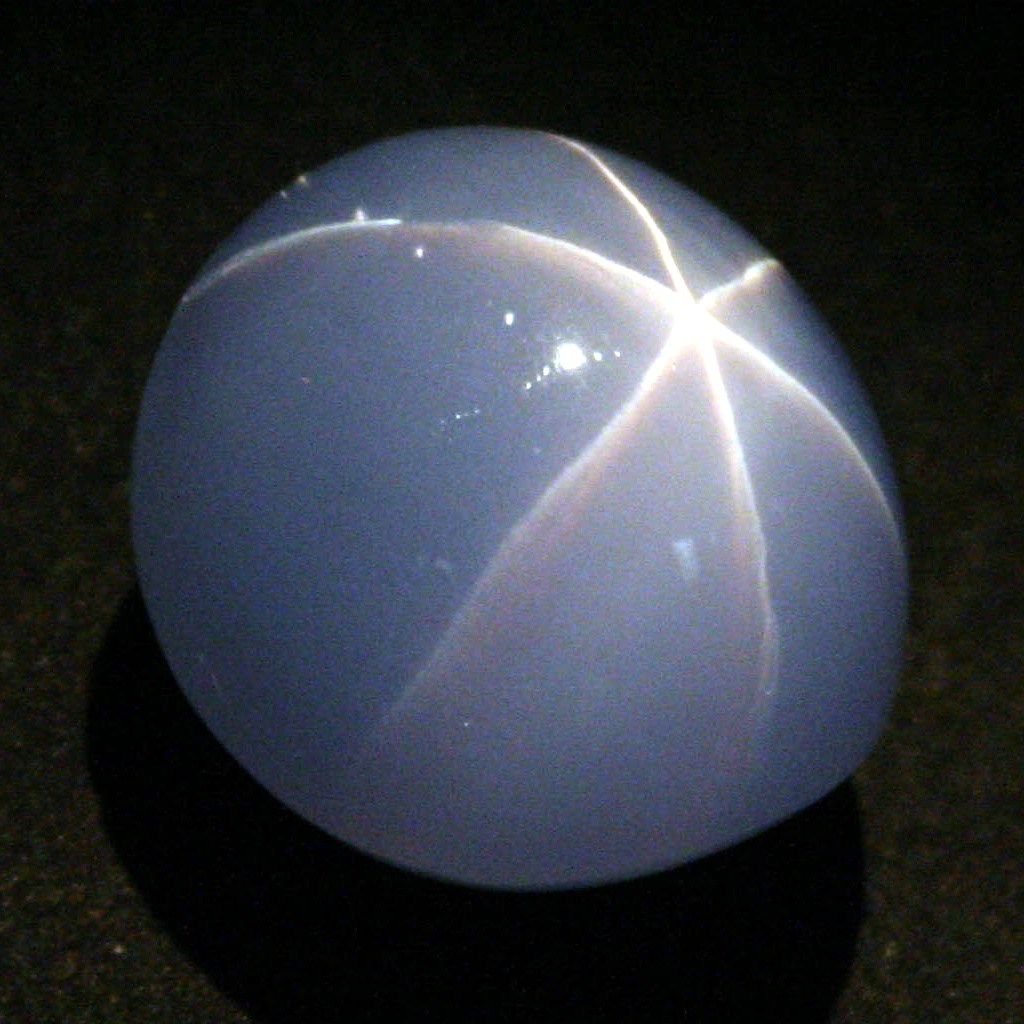
インドの星

インドの星（インドのほし、英語: Star of India）は最大級のサファイアで、重さは563.35カラット(112.67 g)。傷がほとんどなく、宝石の両面にスター効果が現れている。スリランカで発掘され、現在はニューヨークのアメリカ自然史博物館に保管されている。

## 歴史
ティファニーの鉱物学者ジョージ・クンツ(1856 - 1932)は大富豪の金融家ジョン・モルガン(1837 - 1913)に1900年のパリ万国博覧会で展示するための宝石を依頼され、クンツはこのインドの星を調達した。563.35カラット(112.67 g)に上る大きさを持つ、カボションカットのスターサファイアである。イギリス陸軍士官がロンドンに持ち込み、1905年頃にアルベルト・ラムゼーによってカットされた経歴を持つ。モルガンはアメリカ自然史博物館に展示品として寄付した。スリランカで発掘されてからロンドンに持ち込まれるまでの詳細な経緯は分かっていない。クンツは1913年にこの宝石について、多かれ少なかれ3世紀の間信憑性のある情報はない、と記している。
1964年10月29日にインドの星に加えてミッドナイト・スター、デ・ロング・スタールビー、イーグル・ダイヤモンドといった巨大な宝石が盗まれる事件が発生した。犯行は博物館が開いている間にトイレの窓の鍵を開錠し、夜にそこから博物館に忍び込むという形で行われた。防犯装置によって守られているインドの星がショーケースに展示されていたが、防犯装置のバッテリーが破損していたという。被害総額はおよそ六千万円にも及び、2日もしないうちに3人の犯人が逮捕されたが、件の宝石は既に売り払われていた。翌年1月には犯人の一人であるアラン・クーンが情状酌量を求めて捜査当局をマイアミのバスロッカーに案内し、無事インドの星と他の宝石が取り戻された。